# Jean-Michel Fourgous
Pour les articles homonymes, voir Fourgous.
Jean-Michel Fourgous, né le 30 septembre 1953 à Montreuil (Seine-Saint-Denis), est un homme politique français, maire d'Élancourt (Yvelines).
Il est député (UMP) de la onzième circonscription des Yvelines entre 1993 et 1997, puis entre 2002 et 2012.

## Carrière

### Mandats électifs

#### Mandats locaux
- 1995-1996 : conseiller municipal d'Élancourt (Yvelines)
- 1996-2008 : maire d'Élancourt
- 2008-2014 : maire d'Élancourt[1]
- 2014-2020 : (mandat en cours) maire d'Élancourt[2]
- 2015-2017 : conseiller départemental du canton de Trappes (Yvelines)[3],[4],[5]
- 2017-2020 : (mandat en cours) président de la communauté d'agglomération de Saint-Quentin-en-Yvelines[6]

#### Mandats nationaux
- 1993-1997 : député des Yvelines[7] (11e circonscription)
- 2002-2007 : député des Yvelines (11e circonscription)
- 2007-2012 : député des Yvelines (11e circonscription).

##### Tentatives de réélection à la députation
Aux élections législatives de juin 2012, il est battu au second tour, par le candidat du Parti socialiste, Benoît Hamon (Hamon : 55,38 %, Fourgous : 44,62 %).
En 2017, pour les élections législatives, la candidate Nadia Hai, investie par La République en marche !, recueille 32,98 % des voix au premier tour, Jean-Michel Fourgous, investi par Les Républicains, arrive en deuxième position (23,09 %) et le député sortant Benoît Hamon — candidat du Parti socialiste lors de l'élection présidentielle — est éliminé (22,59 %). Lors du deuxième tour, Nadia Hai est élue députée avec 52,96 % des voix. Dans l'ensemble des villes de la circonscription, Nadia Hai est en tête, sauf à Élancourt, dont le maire est Jean-Michel Fourgous.

### Formation
- Ingénieur CNRS[11]
- Docteur en psychologie, sujet : « Analyse de la méthode du questionnaire informatisé en psychopathologie », thèse de 3e cycle[12]

## Travaux parlementaires
Jean-Michel Fourgous a été membre de la commission des Finances de l'Assemblée nationale et membre de la commission chargée de l'application de l'article 26 de la Constitution. Rapporteur du budget de la Défense à la commission des Finances, il exerçait entre 2002 et 2004 la fonction de rapporteur du budget de la formation professionnelle puis entre 2004 et 2007, celle de rapporteur du budget de la recherche et des nouvelles technologies.
Il est l'auteur de 11 rapports parlementaires dont un, coécrit en 2009 avec le député Olivier Dassault, sur les fonds souverains et d'un autre sur la modernisation de l'école par le numérique en 2010.
Ancien chef d'entreprise, Jean-Michel Fourgous a créé en 2002, avec Olivier Dassault, un groupe de travail parlementaire, « Génération Entreprise », qui rassemble quelque 100 députés, issus du secteur marchand, qui veulent promouvoir en France la pédagogie de l'entreprise. Il a présidé par ailleurs le groupe d’études PME à l’Assemblée nationale.

### Apports législatifs

#### Amendement «Fourgous»
Jean-Michel Fourgous est l’auteur d’un amendement inclus dans la loi du 26 juillet 2005 pour la confiance et la modernisation de l’économie.
Cet amendement permet aux épargnants de transférer une partie de leur épargne constituée de contrats d'assurance-vie monosupport en euros à capital garanti vers des contrats multisupports avec des fonds en actions (au moins 20 % de fonds risqués), sans perte de l'antériorité fiscale du contrat d'origine. Ces contrats « transfèrent une partie du risque financier sur les assurés » plutôt que sur les assureurs et les frais sont plus élevés. Ils ne sont pas à conseiller aux épargnants qui souhaitent des placements sans risques.

#### Amendement «ISF-PME»
Il est à l’origine d’un amendement à la loi TEPA adoptée en 2007, permettant au contribuable assujetti à l’ISF, de diminuer une partie de son impôt en investissant au capital d’une PME : c'est la réduction d'ISF pour investissement en PME. Ce dispositif permet au contribuable de réduire de 75 % son ISF, dans la limite de 50 000 € en investissant dans les PME non cotées ou des holdings ISF. En 2008, cette mesure a permis à 73 249 contribuables d'injecter 660 millions d'euros dans le capital des PME.

#### Rapport sur l'école numérique
Le Premier ministre François Fillon a confié le 25 août 2009 à Jean-Michel Fourgous une mission auprès de Luc Chatel sur la modernisation de l’école par le numérique.
Le rapport, remis le 15 février 2010 à Élancourt, préconise 12 priorités déclinées en 70 mesures. Elles concernent tout d’abord l’équipement des établissements en haut débit, la généralisation des équipements tels que les TNI et l’ENT et le passage au « bimédia » pour les manuels scolaires. Le rapport préconise ensuite la mise en place d’actions de formation des enseignants et du personnel de l’Éducation nationale, afin de favoriser l’utilisation de ces outils et la transformation de la pédagogie. Enfin, le rapport recommande la création d’une structure nationale regroupant l’État, les collectivités et les partenaires publics et privés pour donner une impulsion au développement du numérique pédagogique.

## Actions diverses
Il engagea au nom de sa commune, un procès en 1998 contre un de ses administrés qui avait créé un site Internet citoyen. Se fondant sur le droit de la propriété intellectuelle, il tenta d'obtenir un droit exclusif sur le toponyme « Élancourt ». La commune a été condamnée en 2000 par la cour d'appel de Versailles, jugement définitivement validé par une ordonnance de déchéance de la Cour de cassation de Paris en 2001.
En tant que maire d'Élancourt, les nouvelles technologies au service des habitants, la modernisation du service public et le développement des partenariats public/ privé sont ses principaux engagements. La ville d'Élancourt propose, depuis 2008, la diffusion sur Internet des mariages, afin de permettre aux familles éloignées (ou empêchées) d'assister en direct à la cérémonie.
La ville d'Élancourt a obtenu le « label Marianne » en 2008. Le 14 novembre 2008, André Santini, secrétaire d'État chargé de la Fonction publique, est venu à l'hôtel de ville d'Élancourt pour lui remettre le label Marianne, en saluant « l'engagement de tous les agents territoriaux et de la municipalité quant à la qualité de l'accueil des usagers, symbole de la modernisation de la fonction publique ».
Depuis 2013 et la mise en place de la réforme des rythmes scolaires par Vincent Peillon, Jean-Michel Fourgous est un maire actif contre le dispositif. L'élu a ainsi rassemblé autour de lui un collectif de maires contre cette réforme. Au cours de l'année 2014, cela l'amène à se montrer critique vis-à-vis du nouveau ministre de l'Éducation, également celui qui l'a défait à l'élection législative de 2012 : Benoît Hamon. Cependant, cette réforme est mise en application pour la rentrée 2014 à Élancourt.

## Ouvrages
- Vivre avec le nucléaire, collectif, préfacé par Louis Néel (prix Nobel de physique), Hachette Pluriel, no 8381, 1982.
- Évaluer les hommes : recrutement, performance, motivation et climat social, avec J-M. Lambert,  éd. Liaisons sociales, Paris, 1991.
- Mesurer et améliorer le climat social dans l'entreprise, avec B. Iturralde, Les Éditions d'Organisation, Paris, 1991.
- Qualité de vie au travail et Performance, avec E. Daujard, Les Éditions d'Organisation, Paris, 1993.
- Au cœur de l’entreprise : vingt grands témoins disent leur vérité, ouvrage collectif,  éd. Village mondial, 1999  (ISBN 2-84211-060-9).
- L'Élite incompétente : comment les hauts fonctionnaires mènent la France à la faillite, avec la collaboration de Grégoire Bourgeois,  éd. l'Archipel, Paris, 2007  (ISBN 978-2-84187-931-1).